# NK Sloga Novoselec-Križ
NK Sloga je nogometni klub iz Križa. Klub je osnovan 1929. godine. Trenutno se natječe u Premier ligi NS Zagrebačke županije.

## Unutarnje poveznice
- Križ
- Novoselec